# Eugènia de Pagès i Bergés
Eugènia de Pagès i Bergés és una professora, catedràtica d'història d'ensenyament secundari i escriptora catalana.
Ha estat assessora de centres de Primària i Secundària i ha fet nombroses publicacions en revistes sobre pedagogia. En les seves obres ha tractat temes diversos com la concentració i la relaxació a les aules, la nova generació d'estudiants i els efectes de les noves tecnologies en l'aprenentatge o les tergiversacions en la història recent de Catalunya i Espanya.

## Obra publicada
- 2008 : Com ser docent i no deixar-hi la pell (Editorial Graó, amb Alba Reñé Teulé)
- 2008 : Cómo ser docente y no morir en el intento (edició en castella, Editorial Gráo)
- 2011 : La generació Google (Pagès Editors)
- 2012 : La generación Google (edició revisada en castellà, Editorial Milenio)
- 2014 : L'Espanya de sempre (Pagès Editors)
- 2017 : No m'ho van ensenyar a l'escola (Pagès Editors, ISBN 978-84-9975-843-5)